# Przekleństwo Frankensteina
Przekleństwo Frankensteina (ang. The Curse of Frankenstein) – brytyjski horror z 1957 roku. Film jest adaptacją powieści Mary Shelley pt. Frankenstein. Został wyprodukowany przez studio Hammer Film Productions i zapoczątkował cykl filmów o Frankensteinie.

## Treść
Baron Victor Frankenstein przebywa w więzieniu, czekając na wyrok śmierci za zabójstwo. Próbuje uniknąć egzekucji opowiadając spowiednikowi o swoich naukowych eksperymentach. Ich efektem było ożywienie martwego ciała. Powstał w ten sposób stwór, którego mordercza natura doprowadziła do tragedii.

## Obsada
- Peter Cushing - Baron Victor Frankenstein
- Christopher Lee - Stwór
- Alex Gallier - Ksiądz
- Fred Johnson - Dziadek
- Paul Hardtmuth - Prof. Bernstein
- Valerie Gaunt - Justine
- Melvyn Hayes - Młody Victor
- Robert Urquhart - Paul Krempe
- Hazel Court - Elizabeth